# Нурекский район
Нуре́кский райо́н (тадж. Ноҳияи Норак) — административный район в составе Хатлонской области Республики Таджикистан. Районный центр — город Нурек.

## География
Район расположен в долине реки Вахш. На западе граничит с Яванским районом, на юге — с Дангаринским и Темурмаликским районами, на востоке — с Бальджуванским районом Хатлонской области, на севере — с Вахдатским и Файзабадским районами республиканского подчинения.

## Население
Население по оценке на 1 января 2022 года составляет 64 900 человек, в том числе городское (в г. Нурек) — 28 800 человек, или 44,4%.
| Численность населения | Численность населения | Численность населения | Численность населения | Численность населения |
| 1939                  | 2019                  | 2020                  | 2021                  | 2022                  |
| --------------------- | --------------------- | --------------------- | --------------------- | --------------------- |
| 11 620                | ↗60 300               | ↗61 500               | ↗63 700               | ↗64900                |

## Административное деление
В состав района входят 2 сельские общины.
| Административное деление Нурекского района |           |
| Сельская община                            | Население |
| Нурек, г                                   | 31 400    |
| Пули-Сангин                                | 11960     |
| Дукони                                     | 15681     |

Главой Нурекского района является Председатель Хукумата, который назначается Президентом Республики Таджикистан. Главой правительства Нурекского района является Председатель Хукумата. Законодательный орган Нурекского района — Маджлис народных депутатов, который избирается всенародно на 5 лет.